# Tapping the Vein
Tapping the Vein – piąty album studyjny niemieckiego zespołu thrash metalowego Sodom. Wydawnictwo ukazało się 1 sierpnia 1992 roku nakładem wytwórni muzycznej Steamhammer/SPV. Nagrania zostały zarejestrowane między majem a lipcem 1992 roku w Dierks Studios III w Kolonii i Musiclab Studio w Berlinie.
Muzycznie Tapping the Vein różni się od poprzednich wydawnictw zespołu i zawiera znacznie więcej elementów death metalu niż jakikolwiek inny album zespołu. Jest to także ostatni do albumu The Final Sign of Evil album z udziałem Christiana Dudka, a także pierwszy nagrany z gitarzystą Andym Bringsem. Album dostał się na 56 miejsce na niemieckiej liście przybojów German Album Charts.

## Lista utworów
Opracowano na podstawie materiału źródłowego.
Strona A
1. „Body Parts” – 3:02
2. „Skinned Alive” – 2:27
3. „One Step Over the Line” – 5:07
4. „Deadline” – 3:52
5. „Bullet in the Head” – 3:01
6. „The Crippler” – 4:10

Strona B
1. „Wachturm” – 3:47
2. „Tapping the Vein” – 5:11
3. „Back to War” – 3:14
4. „Hunting Season” – 4:28
5. „Reincarnation” – 7:49

## Twórcy
Opracowano na podstawie materiału źródłowego.

- Tom Angelripper – śpiew, gitara basowa, słowa (utwory 2–5, 7, 9–10), muzyka
- Andy Brings – gitara, słowa (utwory 8, 11), muzyka
- Chris Witchhunter – perkusja, słowa (utwory 1, 6), muzyka
- Harris Johns – produkcja, nagrywanie, inżynieria dźwięku
- Dieter Braun – ilustracja na okładce albumu
- Jürgen Huber – ilustracja na okładce
- David Nash – asystent inżyniera dźwięku
- Jan Wichers – asystent inżyniera dźwięku
- Babse Thoben – zdjęcia

## Notowania
| Terytorium | Lista przebojów     | Pozycja | Źr.   |
| ---------- | ------------------- | ------- | ----- |
| Niemcy     | German Album Charts | 56      | [ 4 ] |